# Tanya Huff
Tanya Sue Huff (ur. 26 września 1957 w Halifaksie) – kanadyjska pisarka, twórczyni literatury science fiction i fantasy.
W 1982 ukończyła studia na Ryerson Polytechnical Institute. Jej seria powieściowa Victoria Nelson doczekała się adaptacji telewizyjnej (polski tytuł serialu Więzy krwi).

## Dzieła

### Powieści
seria Wizard Crystal
1. Child of the Grove (1988)
2. The Last Wizard (1989)

- Gate of Darkness, Circle of Light (1989; wydanie polskie Brama mroku i krąg światła 1997, ISBN 83-7150-272-9)
- The Fire's Stone (1990)

z serii Victoria Nelson
1. Blood Price (1991; wydanie polskie Cena krwi 2008)
2. Blood Trail (1992; wydanie polskie Ślad krwi 2008)
3. Blood Lines (1993; wydanie polskie Linie krwi 2009)
4. Blood Pact (1993)
5. Blood Debt (1997)
6. Blood Bank (2008)

z serii Quarters
1. Sing the Four Quarters (1994)
2. Fifth Quarter (1995)
3. No Quarter (1996)
4. The Quartered Sea (1999)

z serii wielu autorów Ravenloft
1. Scholar of Decay (1995)

z serii Keeper's Chronicles
1. Summon the Keeper (1998)
2. The Second Summoning (2001)
3. Long Hot Summoning (2003)

z serii Confederation
1. Valor's Choice (2000)
2. The Better Part of Valor (2002)
3. The Heart of Valor (2007)
4. Valor's Trial (2008)
5. The Truth of Valor (2010)

seria Smoke and
1. Smoke and Shadows (2004)
2. Smoke and Mirrors (2005)
3. Smoke and Ashes (2006)

seria Enchantment Emporium
1. The Enchantment Emporium (2009)
2. The Wild Ways (2011)
3. The Future Falls (2014)

- The Silvered (2012)

seria Peacemaker
1. An Ancient Peace (2015)
2. A Peace Divided (2017)

### Zbiory opowiadań
- What Ho, Magic! (1999)
- Stealing Magic (1999)
- Relative Magic (2003)
- Finding Magic (2007)
- Nights of the Round Table (2011)
- February Thaw (2011)
- Swan's Braid (2013)
- He Said, Sidhe Said (2013)
- Third Time Lucky (2015)

z serii Quarters
1. Three Quarters (2016)

### Opowiadania i nowele
seria Magdalene
1. Third Time Lucky (1986)
2. And Who is Joah? (1987)
3. The Last Lesson (1989)
4. Be It Ever So Humble (1991)
5. Nothing Up Her Sleeve (1993)
6. Mirror, Mirror, on the Lam (1997)
7. We Two May Meet (2002)

z serii wielu autorów Ithkar
1. What Little Girls Are Made Of (1986)

- The Chase Is On (1989)
- Underground (1992)
- Shing Li-ung (1992)
- I'll Be Home for Christmas (1992)
- First Love, Last Love (1993)
- The Harder They Fall (1995)
- Word of Honor (1995)
- A Debt Unpaid (1995)

z serii Victoria Nelson
1. This Town Ain't Big Enough (1995; wydanie polskie w czasopiśmie Nowa Fantastyka 2001 To miasto jest za małe)
2. The Cards Also Say (1997)
3. The Vengeful Spirit of Lake Nepeakea (1999)
4. Another Fine Nest (2002)
5. So This is Christmas (2006)
6. Critical Analysis (2006)
7. Stone Cold (2008)
8. No Matter Where You Go (2010)
9. Quid Pro Quo (2010)
10. Songs Sung Red (2011)
11. If Wishes Were (2016)

seria Terizan
1. Swan's Braid (1996)
2. In Mysterious Ways (1997)
3. The Lions of al'Kalamir (1999)
4. Sometimes, Just Because (2003)
5. The Things Everyone Knows (2007)

seria Henry Fitzroy
1. What Manner of Man (1996)
2. Someone to Share the Night (2001)
3. Scleratus (2003)
4. Blood Wrapped (2007; wydanie polskie w antologii Krwawe powroty 2009 Czerwony kalosz)

z serii wielu autorów Valdemar
1. The Demon's Den (1997)
2. Brock (2003)
3. All the Ages of Man (2005)
4. Live On (2008)
5. Nothing Better to Do (2009)
6. The Time We Have (2010)
7. Family Matters (2011)

- A Midsummer Night's Dream Team (1997)
- Symbols Are a Percussion Instrument (1997)

z serii Keeper Chronicles
1. February Thaw (1998)
2. Under Summons (2006)

- Now Entering the Ring (1999)
- Oh, Glorious Sight (2001)
- All Things Being Relative (2001)
- Sugar and Spice and Everything Nice (2001)
- To Each His Own Kind (2001)

seria The Nine Wizards
1. Burning Bright (1999)
2. When the Student Is Ready (2002)

z serii Quarters
1. Death Rites (2001)
2. Exactly (2007)
3. Quartered (2012)

- Nights of the Round Table (2002)
- Nanite, Star Bright (2002)
- Playing the Game (2002)
- Succession (2002)
- I Knew a Guy Once (2003)
- He Said, Sidhe Said (2004)
- Finding Marcus (2004)
- Jack and the B.S. (2004)

z serii Confederation
1. Not That Kind of War (2005)
2. You Do What You Do (2012)

- Choice of Ending (2005)
- Slow Poison (2005)
- Tuesday Evenings, Six Thirty to Seven (2006)

seria Tony Foster
1. After School Specials (2006)
2. See Me (2011)

- A Woman's Work ... (2007)
- Blood in the Water (2007)
- Music Hath Charms (2008)

z serii wielu autorów Elemental Masters
1. Tha Thu Ann (2012)
2. Arms of the Sea (2013)

- Steel Ships (2015)
- Oh, the Humanity (2017)